# Edson Puch
Pour les articles homonymes, voir Puch (homonymie).
Edson Raúl Puch Cortés, dit Edson Puch, né le 9 avril 1986 à Iquique au Chili, est un ancien footballeur international chilien, qui évolua au poste d'ailier gauche ou d'avant-centre entre 2005 et 2022.

## Biographie

### Carrière en club
Edson Puch dispute 25 matchs en Copa Libertadores, pour deux buts inscrits et, 7 matchs en Copa Sudamericana, pour un but inscrit.

### Carrière internationale
Edson Puch compte 15 sélections et 2 buts avec l'équipe du Chili depuis 2009. 
Il est convoqué pour la première fois en équipe du Chili par le sélectionneur national Marcelo Bielsa, pour un match amical contre le Japon le 27 mai 2009. Il entre à la 46e minute de la rencontre, à la place de Jorge Valdivia. Le match se solde par une défaite 4-0 des chiliens.
Il fait partie de la liste des 23 joueurs chiliens sélectionnés pour disputer la Copa América 2015. Le 5 juin, il subit une blessure, et doit renoncer à disputer la Copa América. Francisco Silva est appelé dans le groupe de 23 pour pallier son forfait.
Il fait partie de la liste des 23 joueurs chiliens sélectionnés pour disputer la Copa América Centenario. Lors des quarts de finale, il inscrit un doublé contre le Mexique. Le match se solde par une victoire 7-0 des chiliens.

## Palmarès

### En club
- Avec l'Universidad de Chile
  - Champion du Chili en 2011 (Ouverture)

- Avec l'Universidad Católica
  - Champion du Chili en 2019, 2020, 2021
  - Vainqueur de la Supercoupe du Chili 2019, 2020, 2021

- Avec Huracán
  - Vainqueur de la Supercoupe d'Argentine en 2014[5]

### En sélection
- Vainqueur de la Copa América en 2016
- Finaliste de la Coupe des confédérations 2017